# Adi Lisitiono
Adi Lisitiono – indonezyjski zapaśnik walczący w stylu wolnym.
Brązowy medalista mistrzostw Azji Południowo-Wschodniej w 1999 roku.